# Куртасовский сельсовет
Куртасовский сельсовет — упразднённая административно-территориальная единица, существовавшая на территории Московской губернии и Московской области до 1939 года.
Куртасовский сельсовет был образован в первые годы советской власти. В 1919 году Куртасовский с/с входил в Еремеевскую волость Звенигородского уезда Московской губернии.
14 января 1921 года Еремеевская волость была передана в Воскресенский уезд.
В 1925 году Куртасовский с/с был переименован в Степаньковский с/с, но уже в 1926 году тот был переименован обратно в Куртасовский с/с.
По данным 1926 года в состав сельсовета входили деревня Куртасово, село Огниково, деревня Степаньково, а также детская колония.
В 1929 году Куртасовский с/с был отнесён к Воскресенскому району Московского округа Московской области.
30 октября 1930 года Воскресенский район был переименован в Истринский район.
17 июля 1939 года Куртасовский сельсовет был упразднён. При этом его территория (селения Куртасово, Огниково и Степаньково) была передана в Духанинский с/с.